# Nina Dobrev
Nikolina Konstantinova Dobreva, coneguda com a Nina Dobrev, (Sofia, 9 de gener de 1989) és una actriu de cinema i televisió búlgara nacionalitzada canadenca.
És coneguda principalment per interpretar Elena Gilbert/Katherine Pierce/Amara/Tatia en la sèrie de The CW Diaris de Vampirs.

## Primers anys
Nina Dobrev es va traslladar al Canadà quan tenia dos anys i ha viscut a Toronto des de llavors. El seu nom Nina procedeix de la contracció de la primera i l'última síl·laba del seu nom de pila Nikolina i el seu cognom Dobrev és en realitat Dobreva causa que a Bulgària, com en altres països de parla eslava, al cognom familiar en gènere femení se li afegeix la desinència -a. Des de molt jove va mostrar interès i talent per les arts: dansa, gimnàstica, teatre, música, arts visuals i actuació.
Va estudiar en el Col·legi de les Arts fins a la seva graduació. Va iniciar els seus estudis universitaris a la Universitat de Ryerson, també a Toronto, especialitzant-se en Sociologia. El 2008 va abandonar els estudis per dedicar-se a la seva carrera com a actriu

## Biografia
Nina Dobrev es va traslladar al Canadà quan tenia dos anys i ha viscut a Toronto des de llavors. El seu nom Nina procedeix de la contracció de la primera i l'última síl·laba del seu nom de pila Nikolina i el seu cognom Dobrev és en realitat Dobreva a causa que a Bulgària, com en altres països de parla eslava, al cognom familiar en gènere femení se li agrega la desinència —a. Des de molt jove va mostrar interès i talent per les arts: dansa, gimnàstica, teatre, música, arts visuals i actuació.
Va estudiar en el Col·legi de les Arts fins a la seva graduació. Va iniciar els seus estudis universitaris a la Universitat de Ryerson, també a Toronto, especialitzant-se en Sociologia. El 2008 va abandonar els estudis per dedicar-se a la seva carrera com a actriu.

## Carrera
Va assistir a l'escola d'actuació Dean Armstrong, on va ser descoberta per diversos caçadors de talents. Va actuar en diversos anuncis televisius fins que es va presentar a audicions de pel·lícules.
Poc després, va tenir papers en pel·lícules com Fugitive Pieces i Lluny d'ella, i en la sèrie Degrassi: The Next Generation. Va fer també una pel·lícula musical para MTV, anomenada The American Mall.

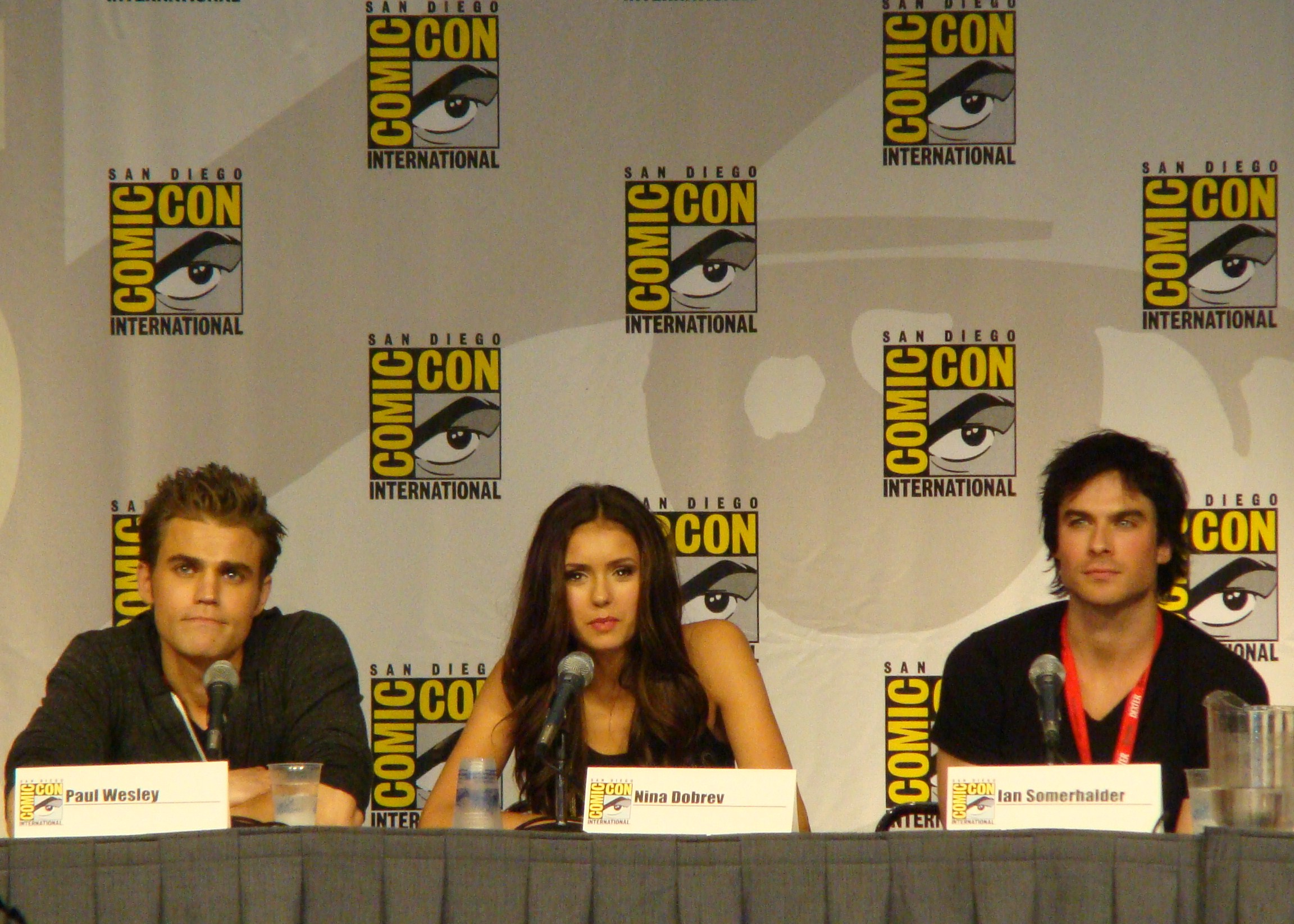
Dobrev amb els seus companys de The Vampires Diaries, Ian Somerhalder 'i Paul Wesley.

El 2007 i 2008 va interpretar a Mia Jones en la sèrie centrada en els estudiants de l'institut Degrassi: the next generation. Mia apareix per primera vegada a l'inici de la temporada 6, en la qual es presenta com una nova estudiant de segon any procedent de l'escola rival, Lakehurst Degrassi.
Des de 2009 interpreta a Elena Gilbert, al seu doble Katherine Pierce i a la inicial Estimés en la sèrie de The CW The Vampire Diaries.
També va tenir un petit paper en el thriller eròtic de 2009, Chloe.
El 2010 va tenir una aparició en un sketch dels Emmys sent part del club Glee.
El 2012 va gravar al costat de Nicholas Braun el vídeo musical d'una cançó de rap titulada SPF.
El 6 d'abril de 2015, Dobrev va anunciar que abandonaria The Vampire Diaries en finalitzar la sisena temporada de la sèrie.
El 26 de gener de 2017, Dobrev va anunciar mitjançant el seu compte d'Instagram seu retorn a The Vampire Diaries per a l'últim capítol de la sèrie, el qual va ser emès el 10 de març de 2017.

## Filmografia
- Degrassi: The Next Generation (2001-2015)
- Lluny d'ella (2006)
- Playing House (2006)
- 'Ritmes del barri (2007)
- El poeta (2007)
- Fugitive Pieces (2007)
- El secret de la meva filla (2007)
- Too young to marry (2007)
- Never Cry Werewolf (2008)
- The American Mall (2008)
- Mookie's Law (2008)
- ':Degrassi: Goes Hollywood (2009)
- Diaris de Vampirs (2009-2017)
- Chloe (2010)
- The Roommate (2011)
- Arena: desafío mortal (2011)
- Els avantatges de ser un marginat (2012)
- Vamos de polis (2014)
- Les últimes supervivents (2015)
- XxX: Reactivat (2017)
- Línia mortal: al límit enganxats a la mort (2017)
- Crash Pad (2017)

## Vida personal
Ella i la seva mare Michaela són molt properes i fa un temps van protagonitzar la campanya "Like her, like me" per Got Milk! A més té un germà major anomenat Alexander.
A més de parlar fluidament l'anglès, els seus altres dos idiomes són el búlgar i el francès, els quals parla de forma fluida.
L'any 2014, es va donar a conèixer que Nina havia patit un atac d'un hacker, filtrant al voltant de 140 fotos privades, de les quals cap la mostrava a Nina nua, però sí eren "fotografies sensuals", segons apuntava el lloc Hollywood Life. Al 8 de setembre del 2011, es va anunciar que mantenia una relació sentimental amb l'actor i el seu co-estrella de The Vampire Diaries, Ian Somerhalder. Al maig de 2013, diversos mitjans van anunciar la ruptura de la parella. A principis de 2017 va començar a sortir amb l'actor Glen Powell, però ho van confirmar el juliol del 2017.